# Pražmo
Pražmo (německy Praschmo) je obec v okrese Frýdek-Místek v Moravskoslezském kraji. Žije zde 897 obyvatel.

## Historie
První písemná zmínka o obci pochází z roku 1777, kdy byla založena Janem Nepomukem Pražmou. Vznikla odtržením částí z okolních obcí, Morávky a Raškovic. Hrabě Pražma přidělil 58 původním obyvatelům společnou pastvinu Zlaň o rozloze 35 hektarů, na níž mohli pást dobytek. Kostel na Pražmě má starší historii než obec. Již v roce 1762 byl postaven na místě dnes již zrušeného hřbitova dřevěný kostel. Toto území patřilo Morávce. Občané Morávky nechtěli založením Pražma přijít o kostel a žádali vrchnost, aby pozemky nadále patřily Morávce a byly takto zaknihovány. Hrabě vyhověl, a teprve ve druhé polovině 20. století byly pozemky převedeny Pražmu. Přesto se farnost jmenuje Morávka. Starý dřevěný kostel byl zbořen roku 1875 a na jeho místě stojí kamenný kříž. Také starý hřbitov u kostela je zrušený a k pohřbívání slouží hřbitov na Zlani. Obec dlouho nesla název „Pražma“ nebo „Praschma“, označení bylo úředně změněno na dnešní „Pražmo“ v roce 1922. Obyvatelstvo se zabývalo pracemi v lese a zemědělstvím, v zimě se pracovalo na tkalcovských stavech čili krosnách.
Počet obyvatel se zvýšil v 70. a 80. letech minulého století, kdy Lesní závod přestavěl zastaralé dílny na velké opravárenské středisko a snažil se vytvořit dobré zázemí pro své zaměstnance výstavbou bytových domů.

## Přírodní poměry
Pražmo se nachází na rozhraní Moravskoslezských Beskyd a Podbeskydské pahorkatiny. Vesnice se nachází u soutoku Morávky a Mohelnice, obě ale územím obce neprotékají.

## Obyvatelstvo
| Rok            | 1869 | 1880 | 1890 | 1900 | 1910 | 1921 | 1930 | 1950 | 1961 | 1970 | 1980 | 1991  | 2001  | 2011 | 2021 |
| -------------- | ---- | ---- | ---- | ---- | ---- | ---- | ---- | ---- | ---- | ---- | ---- | ----- | ----- | ---- | ---- |
| Počet obyvatel | 619  | 548  | 546  | 530  | 471  | 462  | 478  | 464  | 468  | 476  | 735  | 1 023 | 1 017 | 951  | 878  |
| Počet domů     | 76   | 75   | 81   | 82   | 82   | 82   | 86   | 98   | 107  | 129  | 168  | 209   | 212   | 220  | 233  |

Věková struktura obyvatel obce Pražmo roku 2011

## Obecní správa
Mezi lety 1869–1979 Pražmo bylo obcí v okrese Těšín (1869–1900), poté v okrese Frýdek (1910–1930), poté v okrese Místek (1950) a později v okrese Frýdek-Místek. Od 1. ledna 1980 do 23. listopadu 1990 patřilo jako část obce k Morávce a od 24. listopadu 1990 je opět samostatnou obcí.

### Obecní symboly
Znak a vlajka byly obci uděleny rozhodnutím předsedy Poslanecké sněmovny Parlamentu České republiky dne 26. dubna 1996.

## Pamětihodnosti
- Kostel svatého Jana Nepomuckého
- Lovecký zámeček
- Morový sloup
- Hřbitov

## Sbor dobrovolných hasičů
První hasičská zbrojnice byla postavena v Pražmě-Rovni v roce 1937–1938. V roce 1969 byla zkolaudována nová hasičská zbrojnice a dne 20. července 1969 proběhlo její otevření.

## Zajímavost zhistorie
Na místním hřbitově je pochována literární předloha Maryčky Magdónové, jejíž těžký život byl námětem pro Petra Bezruče, který ovšem jako místo jejího posledního odpočinku popsal Staré Hamry. Později ale bylo prokázáno, že její opravdové pohřebiště je na pražmovském hřbitově.

## Galerie

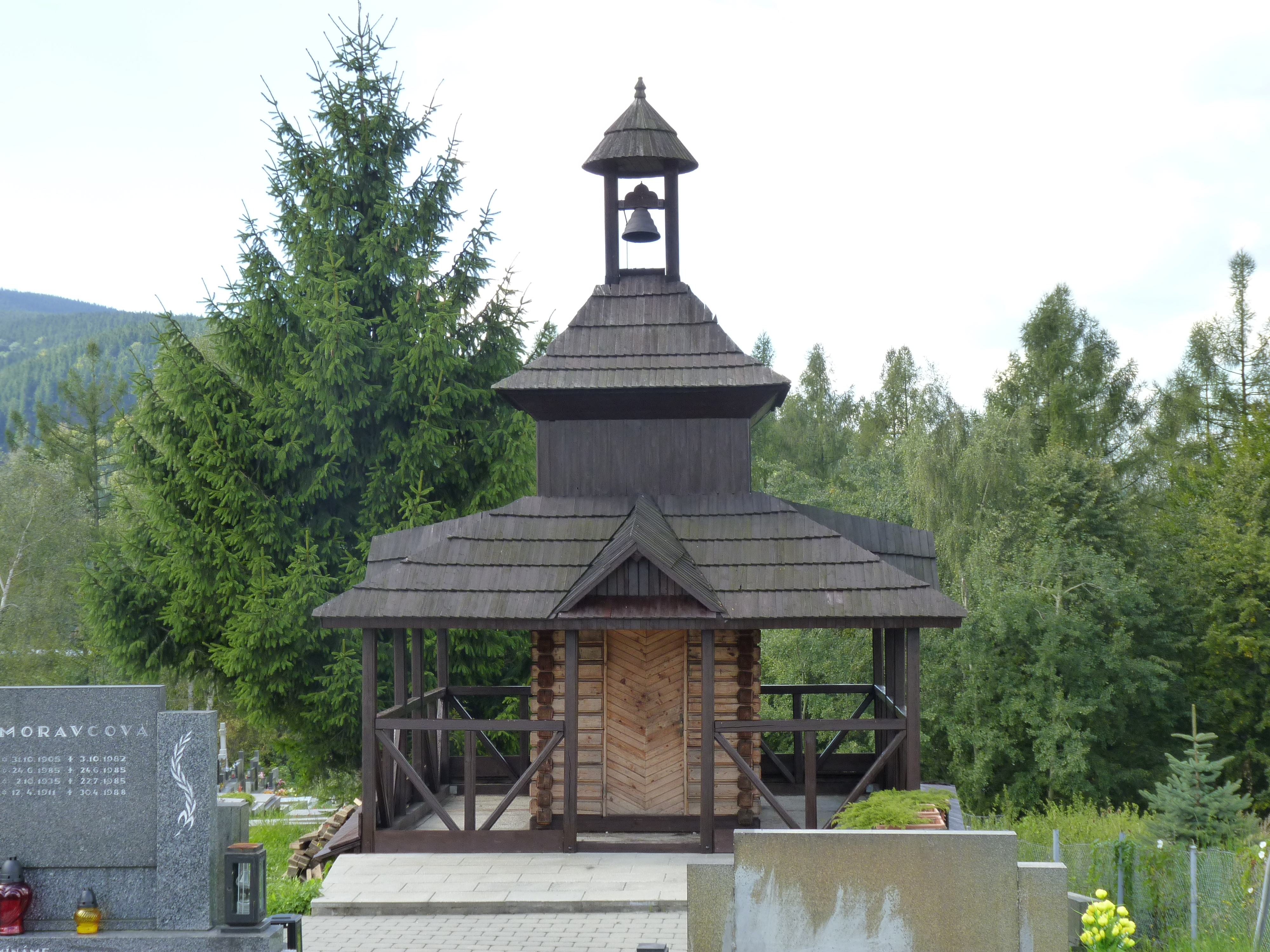
Kaple
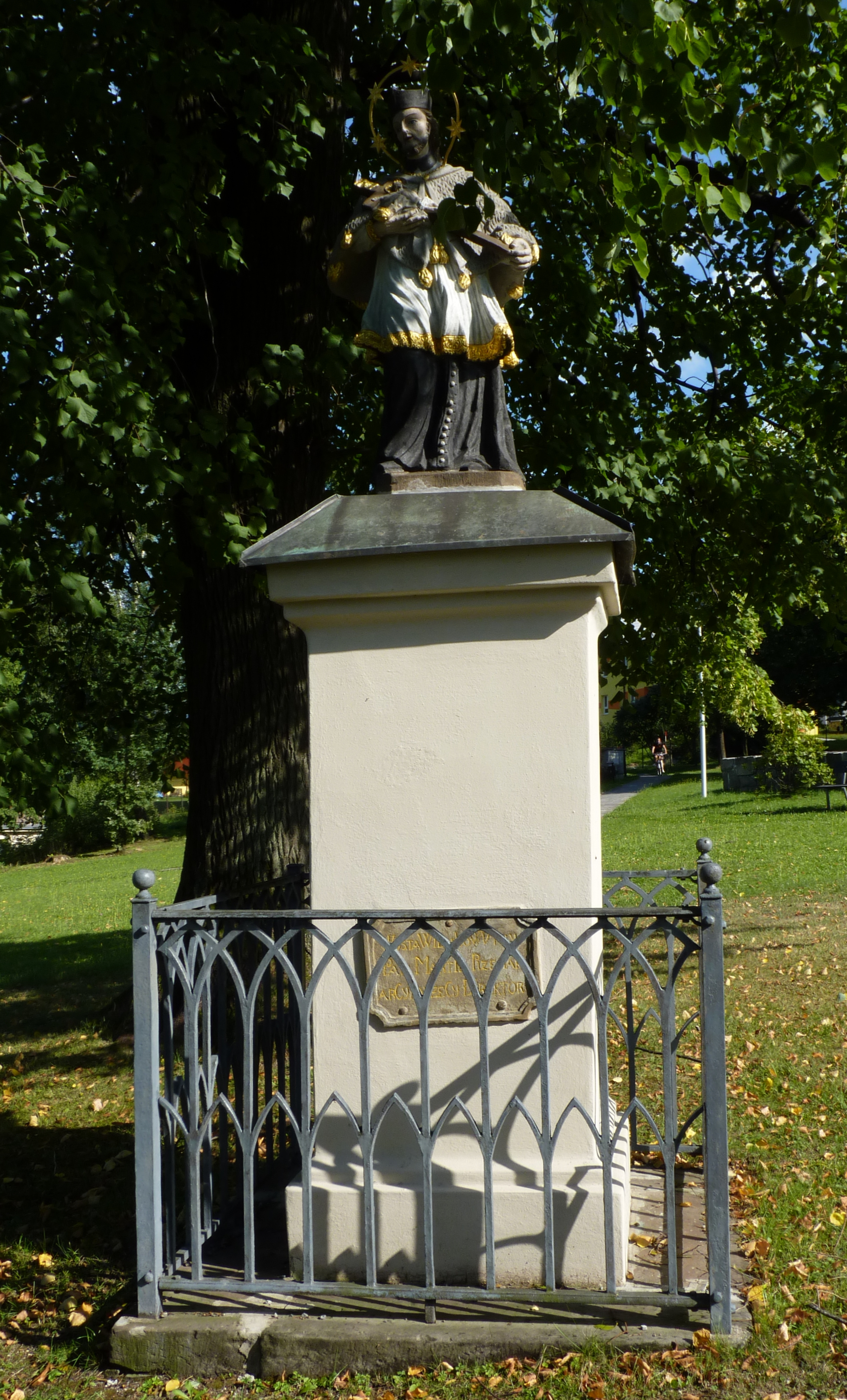
Socha svatého Jana Nepomuckého